# Blaru
Blaru est une commune française située dans le département des Yvelines en région Île-de-France.
Elle est située à 23 km environ à l'ouest de Mantes-la-Jolie.

## Géographie

### Localisation

Localisation de Blaru dans les Yvelines.

La commune de Blaru est située à l'extrême nord-ouest des Yvelines, à la limite du département de l'Eure, à 9 km environ à l'ouest de Bonnières-sur-Seine, chef-lieu de canton, à 23 km environ au nord-ouest de Mantes-la-Jolie, sous-préfecture, et à 63 km environ au nord-ouest de Versailles, préfecture du département.
La plus occidentale des communes des Yvelines et de l'Île-de-France, Blaru se situe à 66 km du centre de Paris.

### Communes limitrophes
Elle est limitrophe des communes de  Vernon au nord, de Notre-Dame-de-la-Mer à l'est, de Douains à l'ouest et de Chaignes, Chaufour-lès-Bonnières et La Villeneuve-en-Chevrie au sud (Vernon, Chaignes et Douains appartenant au département de l'Eure).

### Géologie et relief
La superficie de la commune est de 1 484 hectares ; son altitude varie de 50  à   152 mètres.
C'est une vaste commune rurale située juste au sud de la forêt de Bizy, sur un plateau voué à la grande culture céréalière.

### Hydrographie
Un ruisseau prenant sa source dans le centre du territoire communal à environ 130 m d'altitude s'écoule vers le nord-est en suivant sensiblement la limite communale avec Vernon, et rejoint la Seine à 21 m d'altitude au hameau de Grand Val (commune de Port-Villez). Ce ruisseau a creusé un ravin très encaissé, le « Grand Val d'Aconville » classé en ZNIEFF sur les communes de Vernon et Port-Villez.

### Climat
Pour des articles plus généraux, voir Climat de l'Île-de-France et Climat des Yvelines.
En 2010, le climat de la commune est de type climat océanique dégradé des plaines du Centre et du Nord, selon une étude du CNRS s'appuyant sur une série de données couvrant la période 1971-2000. En 2020, Météo-France publie une typologie des climats de la France métropolitaine dans laquelle la commune est exposée à un climat océanique et est dans la région climatique Sud-ouest du bassin Parisien, caractérisée par une faible pluviométrie, notamment au printemps (120 à 150 mm) et un hiver froid (3,5 °C).
Pour la période 1971-2000, la température annuelle moyenne est de 10,5 °C, avec une amplitude thermique annuelle de 14,4 °C. Le cumul annuel moyen de précipitations est de 679 mm, avec 10,9 jours de précipitations en janvier et 7,8 jours en juillet. Pour la période 1991-2020, la température moyenne annuelle observée sur la station météorologique la plus proche, située sur la commune de Magnanville à 17 km à vol d'oiseau, est de 11,6 °C et le cumul annuel moyen de précipitations est de 641,5 mm,. Pour l'avenir, les paramètres climatiques de la commune estimés pour 2050 selon différents scénarios d'émission de gaz à effet de serre sont consultables sur un site dédié publié par Météo-France en novembre 2022.

### Voies de communication et transports
L'autoroute de Normandie (A13) traverse la commune dans sa partie sud-ouest. L'échangeur de Chaufour, situé au croisement de la route nationale 13, se trouve tout près de la limite sud de la commune.
La route départementale D 52 relie Blaru à Vernon vers le nord et à Chaufour-les-Bonnières et Cravent vers le sud, tandis que la route départementale RD 526 rejoint la RD 915 au Grand-Val à l'entrée sud de Vernon en bordure de Seine.
La voirie communale relie Blaru aux communes voisines de Port-Villez, La Villeneuve-en-Chevrie, Chaignes et Douains.

## Urbanisme

### Typologie
Au 1er janvier 2024, Blaru est catégorisée commune rurale à habitat dispersé, selon la nouvelle grille communale de densité à sept niveaux définie par l'Insee en 2022.
Elle est située hors unité urbaine. Par ailleurs la commune fait partie de l'aire d'attraction de Paris, dont elle est une commune de la couronne,. Cette aire regroupe 1 929 communes,.

### Lieux-dits et écarts
- Le Chène Godon (partagé avec Port-Villez)[12].

Outre le bourg, le territoire de la commune compte plusieurs hameaux : le Chênet, Maulu, les Métreaux, les Perruches,…

### Occupation des solssimplifiée
Le territoire de la commune se compose en 2017 de 91,15 % d'espaces agricoles, forestiers et naturels, 4,14 % d'espaces ouverts artificialisés et 4,71 % d'espaces construits artificialisés.

## Toponymie
Le nom de la localité est attesté sous les formes Villa Blarit et Blaritus au IXe siècle, Blasrutum et Blarutum en 1268, Blarru en 1138, Blaru vers 1193.
Albert Dauzat et Charles Rostaing y voient tout simplement un blanc ru, c'est-à-dire un « ruisseau clair, brillant ». Cependant, ils ne citent aucune forme ancienne, preuve qu'ils n'en connaissaient pas. Or les formes anciennes sont incompatibles avec cette explication.

## Histoire
- Site habité depuis l'époque du Néolithique.
- Possession des seigneurs de Blaru, d'origine normande, dès le XIe siècle.
- Depuis le XIVe siècle jusqu'à la Révolution, les Sacquainville (ou Saquenville) et les Tilly sont successivement seigneurs de cette terre. La châtellenie de Blaru est érigée en marquisat au XVIIe siècle[17] en faveur de Charles de Tilly, gouverneur de Vernon.

Le 26 novembre 1870, durant la guerre franco-allemande, eut lieu l'affaire de Blaru où fut engagé le 41e régiment provisoire composé des 1er, 2e et 3e bataillons de la garde nationale mobile de l'Ardèche.
À la suite de la séparation de l'Église et de l'État, en 1906, le maire de Blaru fait dynamiter l'église qui datait du XIIIe siècle, dont il considérait que l'entretien serait trop coûteux pour la commune. Un particulier décide de faire construire à ses frais une nouvelle église, conçue par l'architecte Marcel Guillet et achevée en 1910, qui est donnée par la suite à l'association diocésaine.
Le 30 mars 1958, un duel y eut lieu opposant Jorge Cuevas Bartholin et Serge Lifar.

## Politique et administration

### Liste des maires
| Période                                  | Période                 | Identité      | Étiquette | Qualité |
| ---------------------------------------- | ----------------------- | ------------- | --------- | ------- |
| Les données manquantes sont à compléter. |                         |               |           |         |
| mars 2001                                | En cours (au mars 2020) | Joëlle Rollin | PS        |         |

### Instances judiciaires et administratives
Blaru appartient au canton de Bonnières-sur-Seine, qui fait partie de la neuvième circonscription des Yvelines, circonscription à dominante rurale du nord-ouest des Yvelines. Le territoire communal est inclus dans celui de l'opération d'intérêt national Seine-Aval.
Sur le plan judiciaire, Blaru fait partie de la juridiction d’instance de Mantes-la-Jolie et, comme toutes les communes des Yvelines, dépend du tribunal de grande instance ainsi que de tribunal de commerce sis à Versailles,.

## Population et société

### Démographie

#### Évolution démographique
Les habitants de la commune sont appelés les Blasuriens.

L'évolution du nombre d'habitants est connue à travers les recensements de la population effectués dans la commune depuis 1793. Pour les communes de moins de 10 000 habitants, une enquête de recensement portant sur toute la population est réalisée tous les cinq ans, les populations de référence des années intermédiaires étant quant à elles estimées par interpolation ou extrapolation. Pour la commune, le premier recensement exhaustif entrant dans le cadre du nouveau dispositif a été réalisé en 2006.

En 2022, la commune comptait 886 habitants, en évolution de −0,23 % par rapport à 2016 (Yvelines : +2,72 %, France hors Mayotte : +2,11 %).
| 1793 | 1800 | 1806 | 1821 | 1831 | 1836 | 1841 | 1846 | 1851 |
| ---- | ---- | ---- | ---- | ---- | ---- | ---- | ---- | ---- |
| 701  | 607  | 715  | 754  | 652  | 700  | 705  | 679  | 665  |

| 1856 | 1861 | 1866 | 1872 | 1876 | 1881 | 1886 | 1891 | 1896 |
| ---- | ---- | ---- | ---- | ---- | ---- | ---- | ---- | ---- |
| 646  | 663  | 614  | 595  | 572  | 570  | 595  | 548  | 517  |

| 1901 | 1906 | 1911 | 1921 | 1926 | 1931 | 1936 | 1946 | 1954 |
| ---- | ---- | ---- | ---- | ---- | ---- | ---- | ---- | ---- |
| 515  | 512  | 487  | 484  | 484  | 415  | 423  | 457  | 495  |

| 1962 | 1968 | 1975 | 1982 | 1990 | 1999 | 2006 | 2011 | 2016 |
| ---- | ---- | ---- | ---- | ---- | ---- | ---- | ---- | ---- |
| 434  | 418  | 512  | 628  | 745  | 802  | 924  | 927  | 888  |

| 2021 | 2022 | - | - | - | - | - | - | - |
| ---- | ---- | - | - | - | - | - | - | - |
| 889  | 886  | - | - | - | - | - | - | - |

#### Pyramide des âges
En 2018, le taux de personnes d'un âge inférieur à 30 ans s'élève à 33,2 %, soit en dessous de la moyenne départementale (38,0 %). À l'inverse, le taux de personnes d'âge supérieur à 60 ans est de 23,2 % la même année, alors qu'il est de 21,7 % au niveau départemental.
En 2018, la commune comptait 426 hommes pour 467 femmes, soit un taux de 52,30 % de femmes, légèrement supérieur au taux départemental (51,32 %).
Les pyramides des âges de la commune et du département s'établissent comme suit.
| Hommes | Classe d’âge | Femmes |
| ------ | ------------ | ------ |
| 0,2    | 90 ou +      | 1,1    |
| 4,1    | 75-89 ans    | 6,4    |
| 16,3   | 60-74 ans    | 18,0   |
| 26,3   | 45-59 ans    | 24,9   |
| 18,8   | 30-44 ans    | 17,3   |
| 15,7   | 15-29 ans    | 14,5   |
| 18,5   | 0-14 ans     | 17,8   |

| Hommes | Classe d’âge | Femmes |
| ------ | ------------ | ------ |
| 0,6    | 90 ou +      | 1,4    |
| 6      | 75-89 ans    | 7,8    |
| 13,5   | 60-74 ans    | 14,8   |
| 20,7   | 45-59 ans    | 20,1   |
| 19,6   | 30-44 ans    | 19,9   |
| 18,5   | 15-29 ans    | 16,8   |
| 21,2   | 0-14 ans     | 19,2   |

### Enseignement
Blaru est située dans l'académie de Versailles.
La ville administre ses écoles maternelles et élémentaires.

### Manifestations culturelles et festivités
La fête de Blaru a lieu le premier week-end du mois de mai. Le samedi soir, se déroule un feu d'artifice et le dimanche après-midi un défilé de chars fleuris. Chaque année, un thème est défini par le comité des fêtes ; en 2009, ce fut le dessin animé.
Le premier week-end de mai voit également se dérouler, depuis 2007, le festival du film d'espionnage de Blaru. Animé par un groupe de bénévoles, dont l'organisme « Silver Iboz », il propose des débats ainsi que des projections de films amateurs, une de ces œuvres étant primée chaque année (palmarès 2009 : Brandon, par le collectif Extravagance Urbaine).
Blaru possède un terrain de tennis qui se situe devant la mairie.

### Cultes
Une communauté de sœurs bénédictines du Sacré-Cœur de Montmartre anime le prieuré de Béthanie, situé sur la commune de Blaru. Chaque jour, offices et messe sont célébrés, et de nombreux groupes sont accueillis pour découvrir l'adoration et la vie bénédictine.

## Économie

### Revenus de la population et fiscalité en 2006
Le revenu fiscal médian par ménage était en 2006 de 20 134 €, ce qui place Blaru au 3 106e rang parmi les 30 687 communes de plus de 50 ménages en métropole.

### Population active et emploi en 2007
En 2007, la population active s'élevait à 626 personnes, dont 458 actifs (soit un taux d'activité de 73,1 %). Parmi les actifs, 422 avaient un emploi, soit un taux d'emploi de 67,3 %).
Le taux de chômage s'élevait à 5,8 %, tandis que les inactifs (élèves, étudiants, retraités…) représentaient 26,9 % de la population active.
La même année, la commune comptait 53 emplois, soit un taux d'emploi (comparé aux actifs ayant un emploi) de seulement 12,6 %. On comptait parmi ces emplois 29 salariés (54,5 %) et 24 non-salariés (45,5 %).
Compte tenu des faibles effectifs en cause, la répartition de ces emplois selon les catégories socio-professionnelles et les secteurs d'activité n'est pas publiée par l'Insee (secret statistique).

### Entreprises et commerces
- agriculture : la commune comptait, au recensement agricole de 2000, 14 exploitations agricoles, dont huit professionnelles, exploitant une surface de 948 hectares de SAU (surface agricole utile). Cette SAU était consacrée quasi exclusivement à la grande culture céréalière (909 hectares de terres labourables dont les deux-tiers en céréales). On comptait également une quarantaine d'hectares en surface fourragère et un petit élevage bovin (78 têtes de bétail pour trois exploitations)[31].

## Culture locale et patrimoine

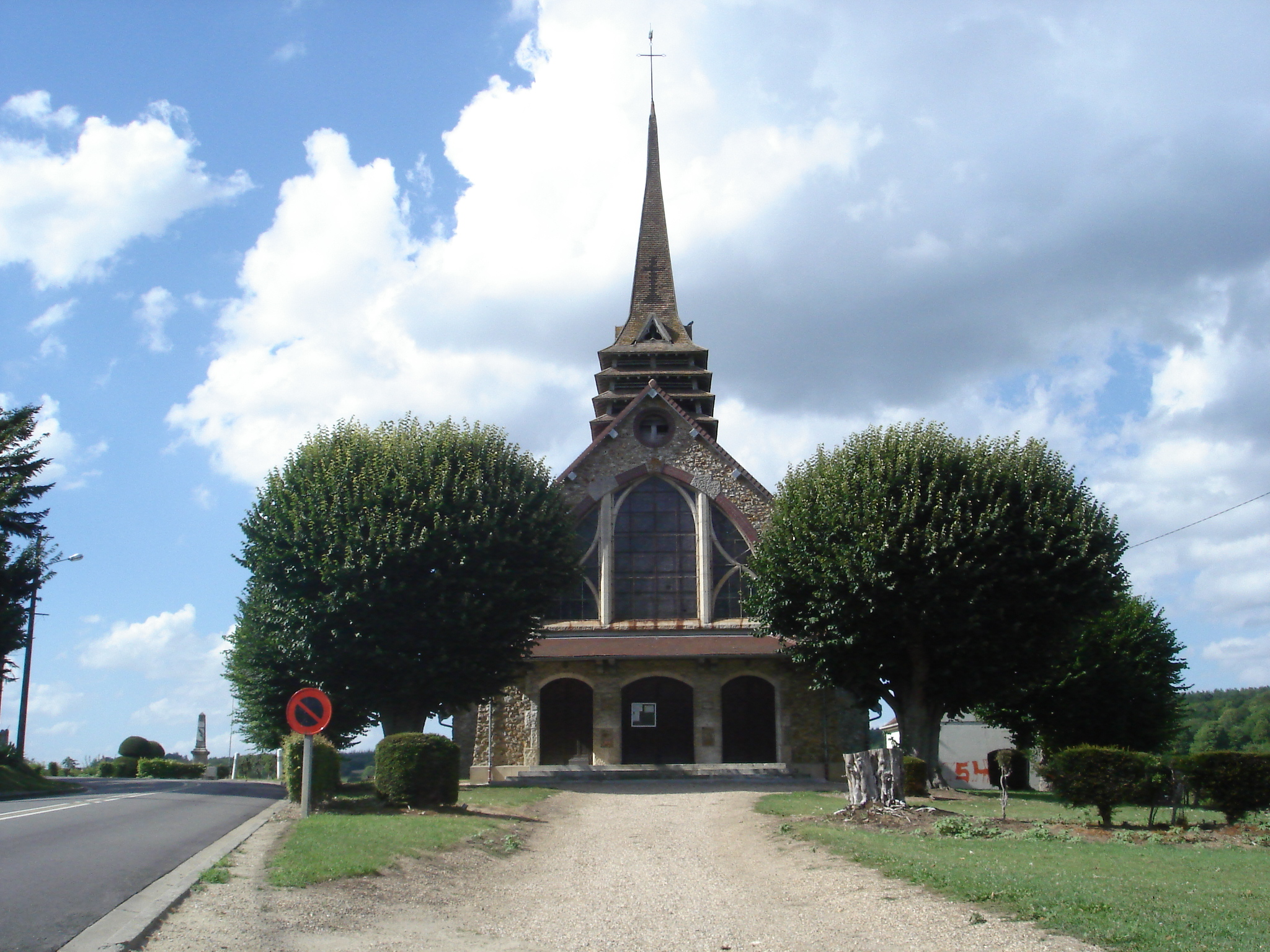
L'église Saint-Hilaire.

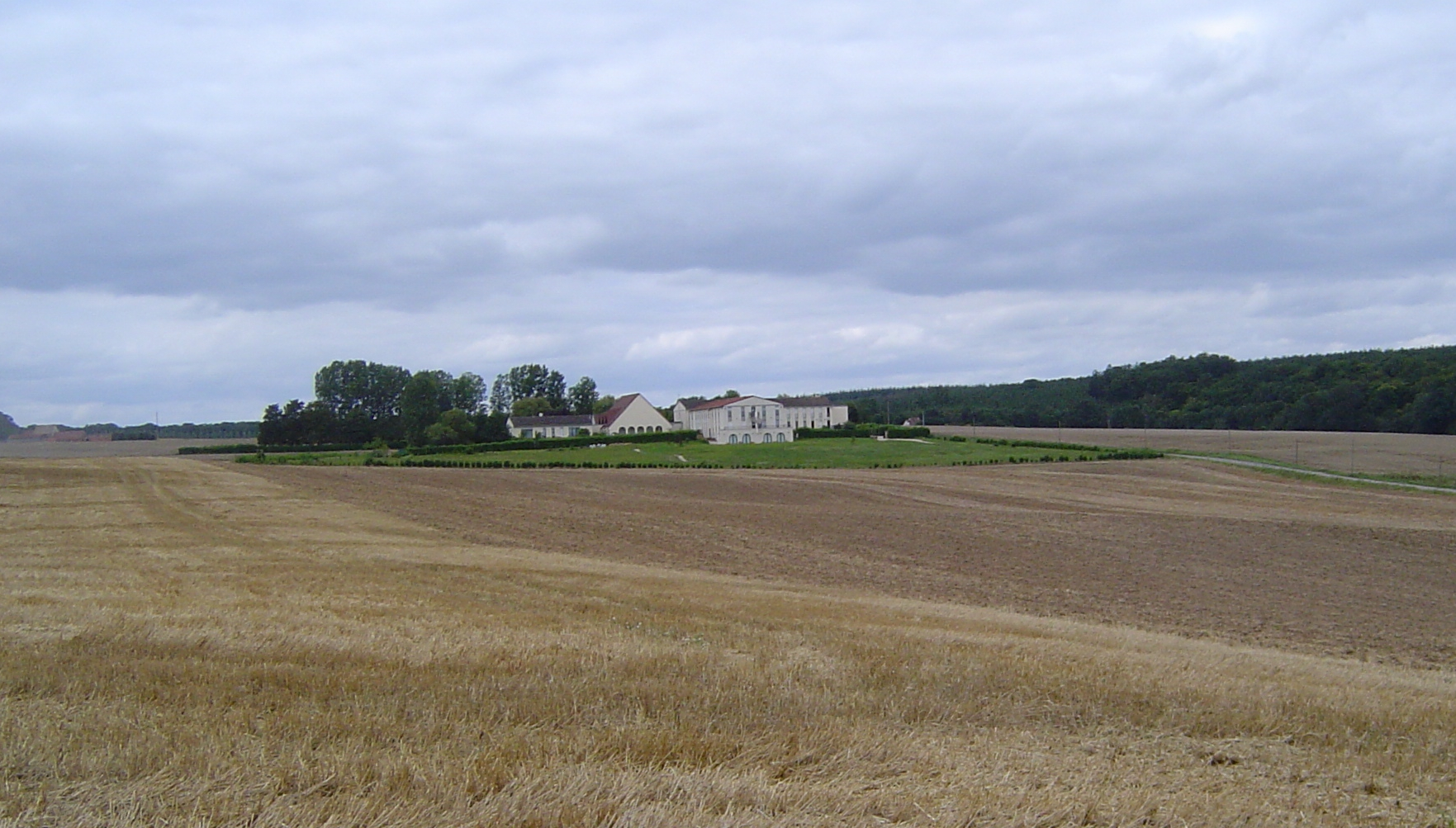
Le prieuré de Béthanie.

### Patrimoine architectural
- Église Saint-Hilaire :  petite église construite en 1910 à l'architecture originale qui a des accents d'Extrême-Orient.
- Lavoir Saint-Adjutor : restauré au XVIIe siècle, ce lavoir est accolé à une source à laquelle on attribuait des vertus miraculeuses, en particulier pour soigner la cécité et les rhumatismes[32].
- Prieuré de Béthanie, construit en 1972 pour la congrégation des bénédictines du Sacré-Cœur de Montmartre, agrandi en 1997 et 2007, il comprend une chapelle, un bâtiment communautaire et dispose d'une capacité hôtelière d'une trentaine de chambres[33].

### Patrimoine culturel
Deux tableaux conservés dans l'église de Blaru sont classés monuments historiques et protégés au titre « objets » depuis le 5 avril 1997. Il s'agit de peintures à l'huile d'Antonio Ciseri, peintre suisse du XIXe siècle, représentant le Denier de César et Joseph vendu par ses frères,. Ces tableaux ne figuraient pas dans l'inventaire de l'ancienne église réalisé en 1905.

### Galerie

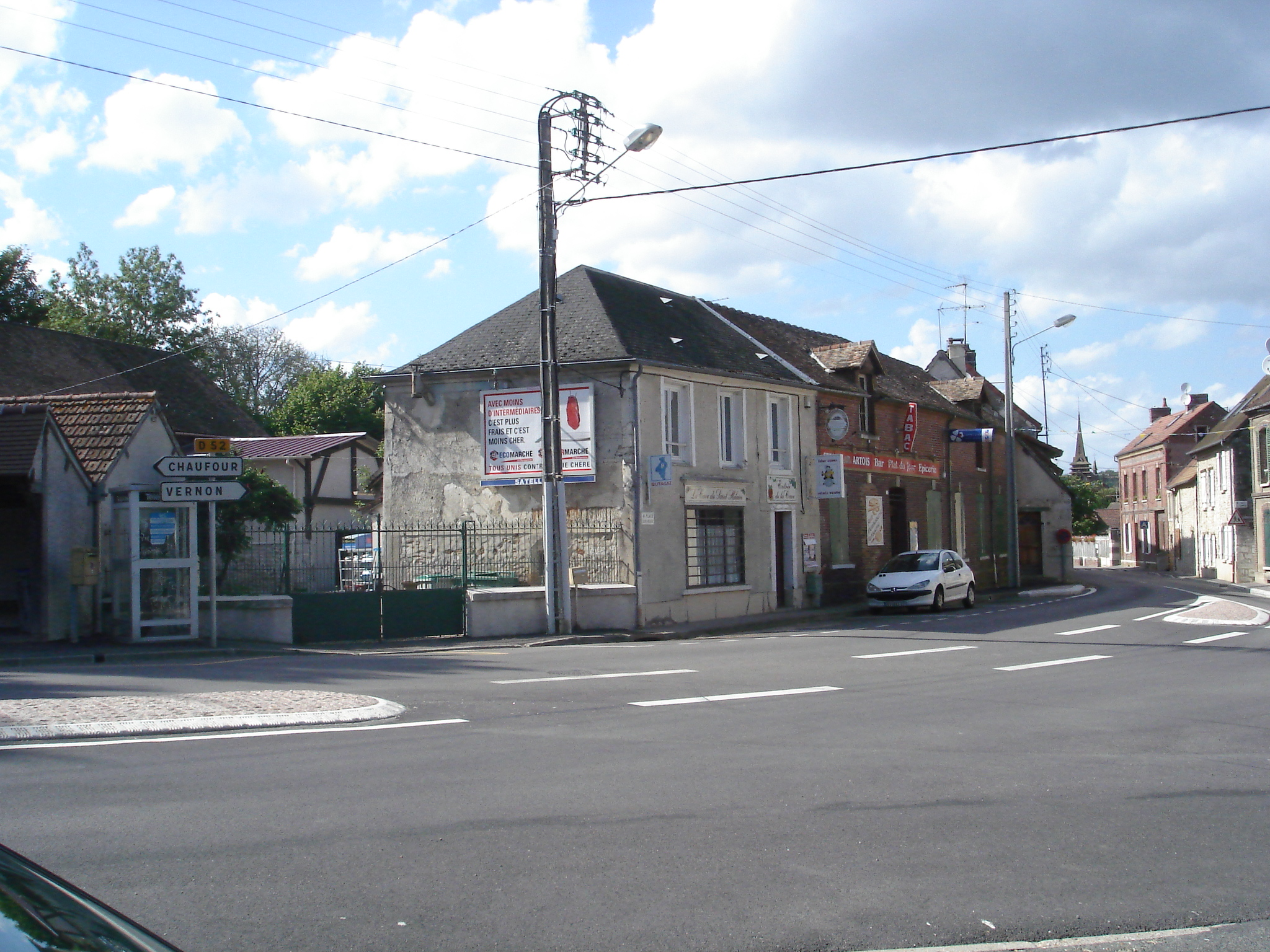
Une petite rue de Blaru.
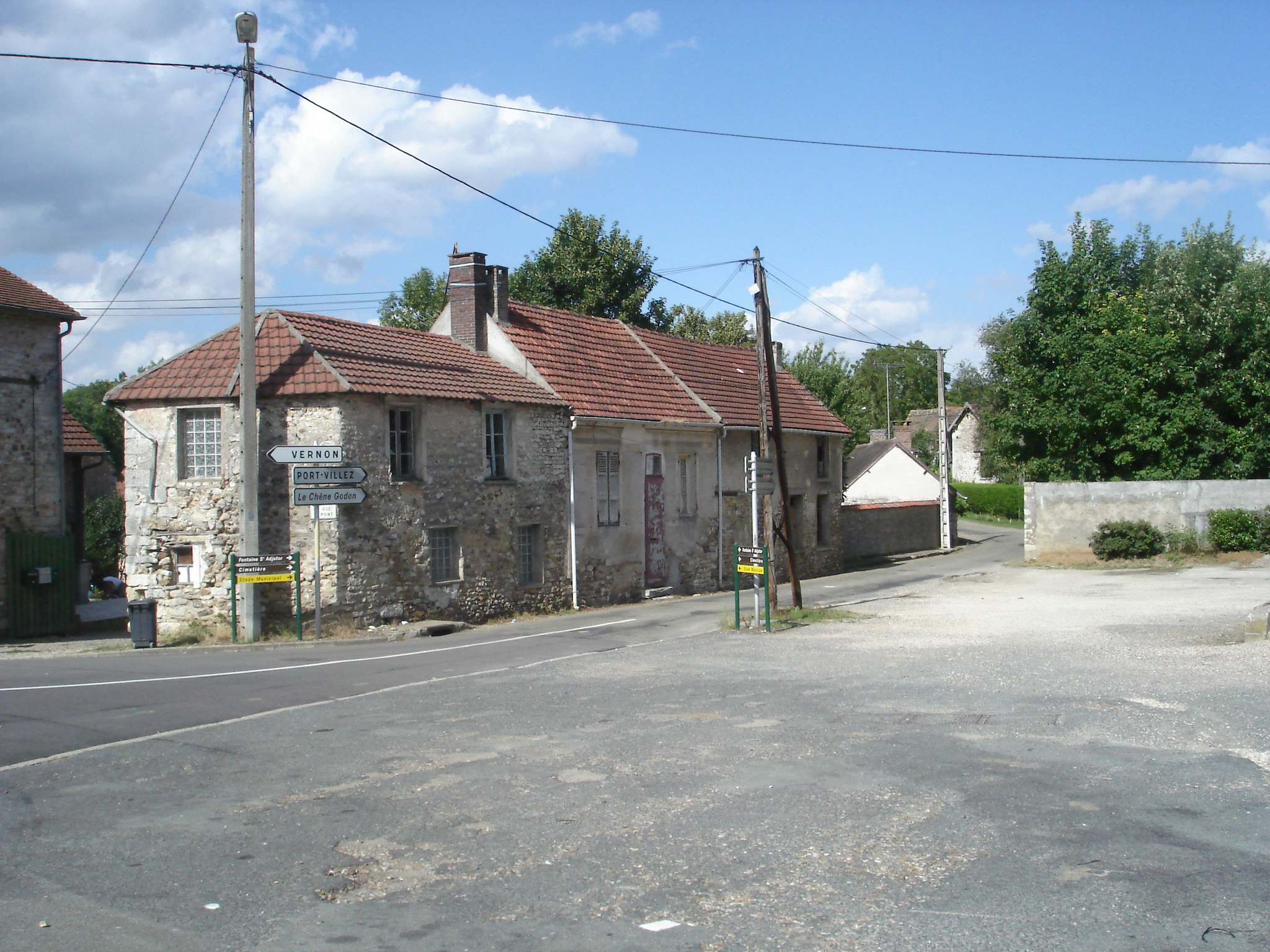
La rue principale.
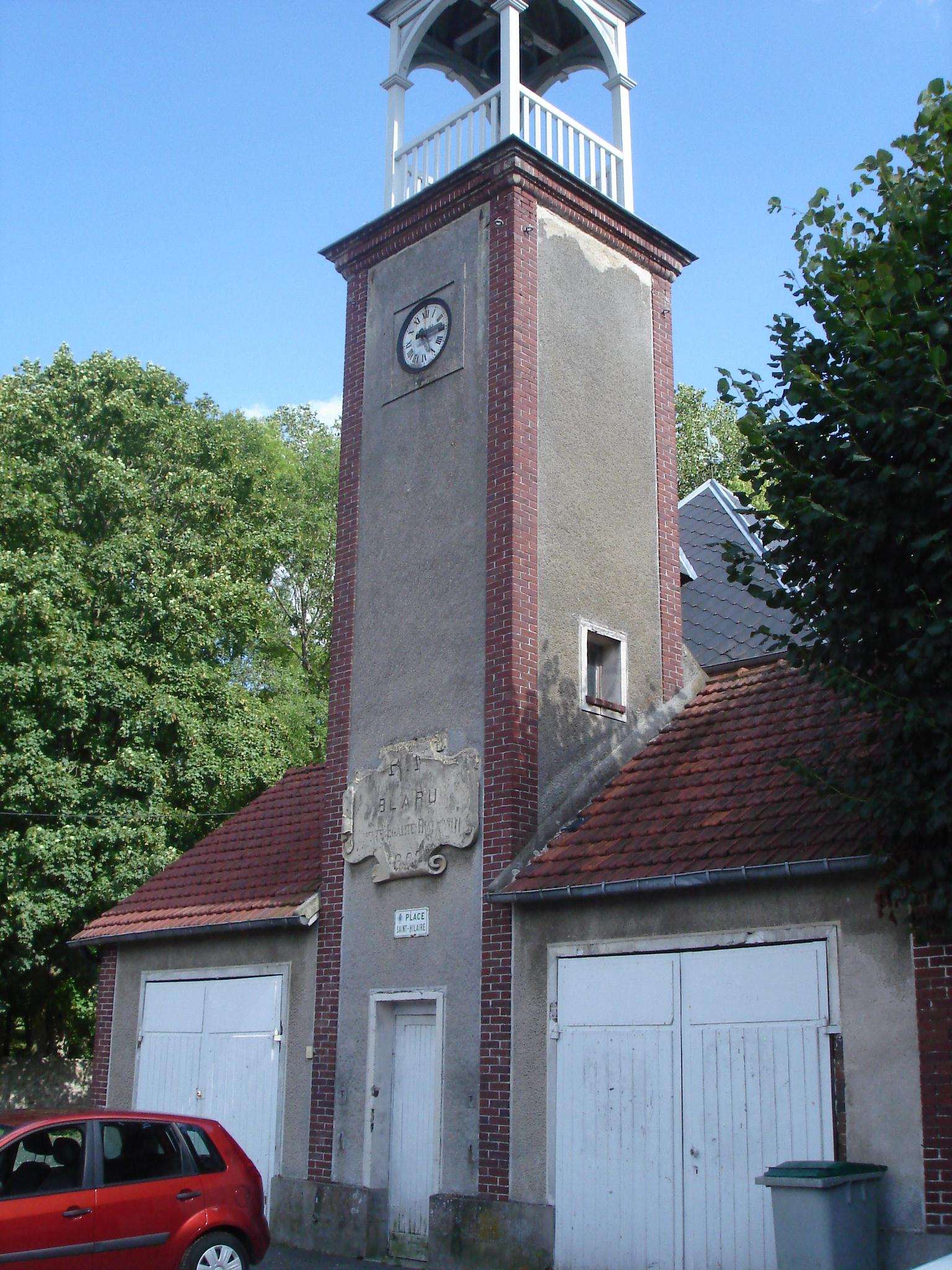
La vieille tour.
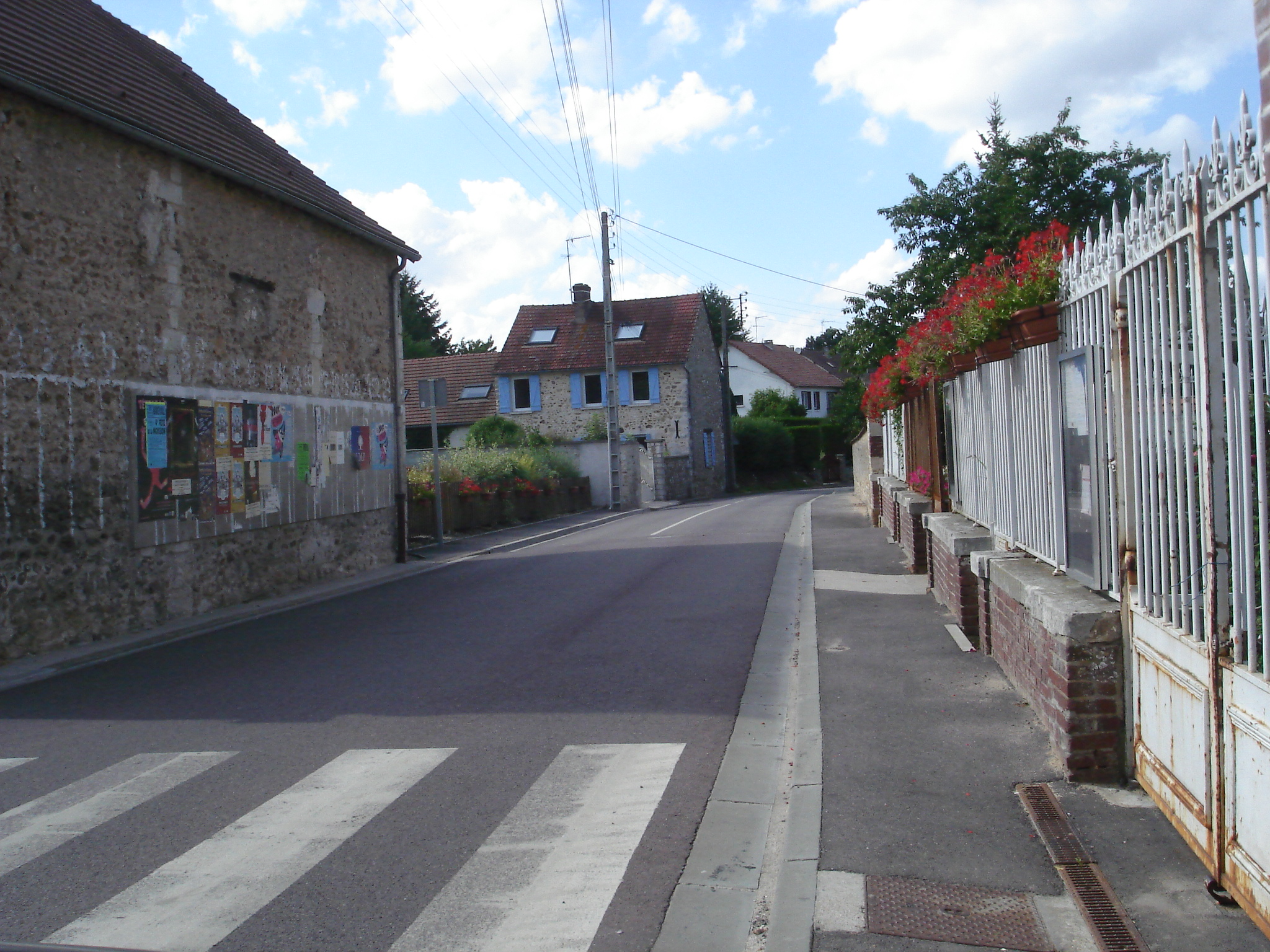
La  vieille ruelle.

### Personnalités liées à la commune

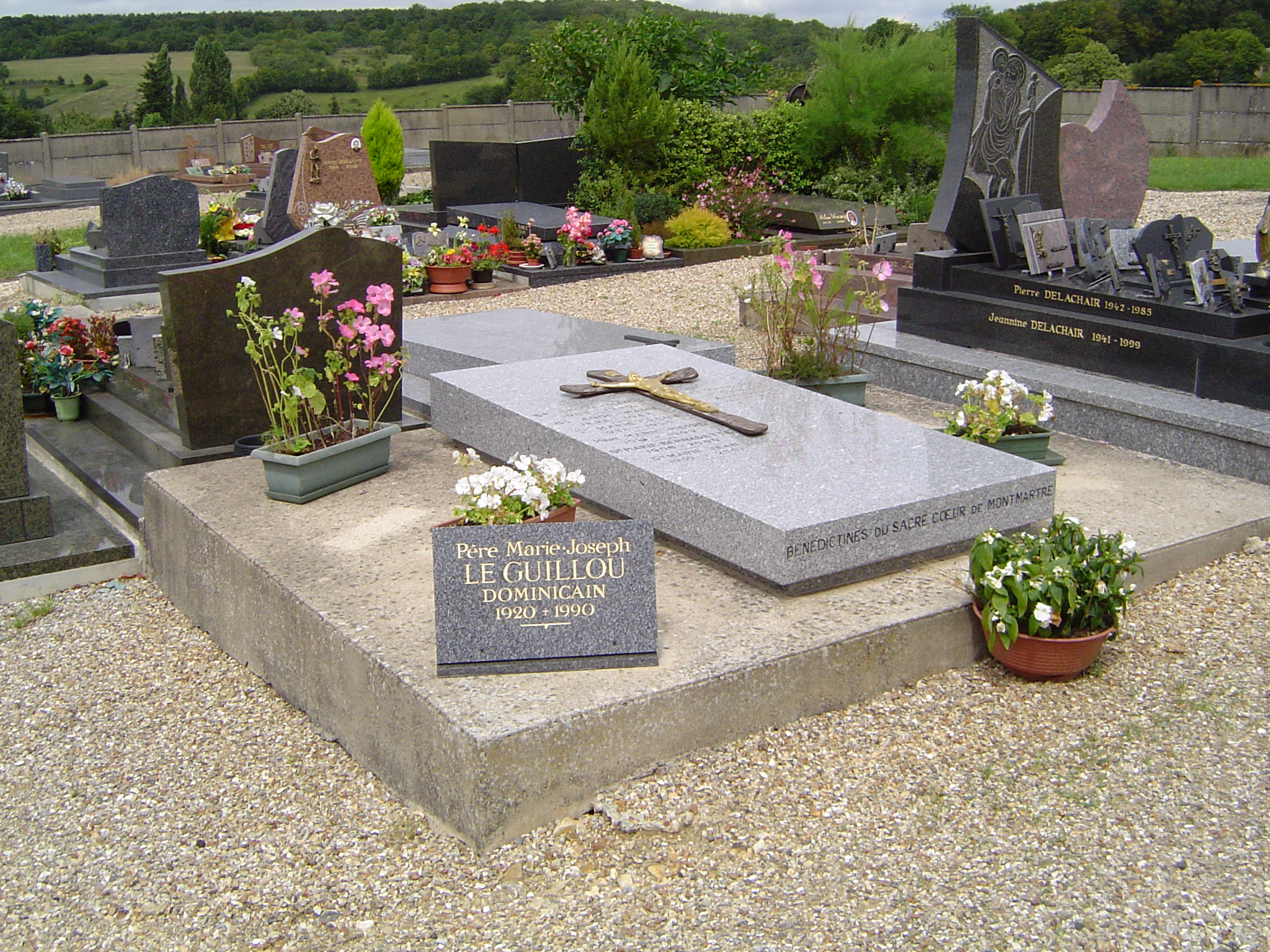
Tombe de Marie-Joseph Le Guillou à Blaru.

- Saint Adjutor (vers 1070-1131), fils du seigneur Jean de Vernon et de Rosamonde de Blaru, a vécu à Blaru où il a laissé son nom au lavoir (fontaine).
- Famille de Tilly, seigneurs de Blaru.
- Jacques Callot. Né à Blaru le 20 mars 1861. Sculpteur et graveur de médailles ; élève de Charles Gauthier, de Gabriel-Jules Thomas et d'Hubert Ponscarme. Membre de la société des artistes français, il y expose à partir de 1888 ; mention honorable en 1893[36].
- Catherine de Médicis a dormi au château de Blaru le 23 novembre 1585[37].
- Jean-Marc Thibault (1923-2017) y a vécu[20].